# Irthington
Irthington är en by och en civil parish iCumbria, England. Orten har 712 invånare (2001). Den har en kyrka.